# Schefflera yutajensis
Schefflera yutajensis är en araliaväxtart som beskrevs av Julian Alfred Steyermark och E.C. Holst. Schefflera yutajensis ingår i släktet Schefflera och familjen araliaväxter. Inga underarter finns listade.